# パーマネントコース
パーマネントコース（permanent course）とは全国各地に設置された、オリエンテーリングの常設コースのことである。コースは 大都市郊外の丘陵地から、里山、豊かな自然が残された景勝地まで様々な場所に設置されている。2012年4月現在、公認No.788まで設置されているが造成や総理府（現
内閣府）からの整備補助金の打ち切りになどによる理由で、廃止や使用不能コースも発生しており、日本オリエンテーリング協会（JOA）ホームページなどでの確認が必要である。

## 主なパーマネントコース

### 北海道・東北
- 安達太良高原 - No.548
- 丸瀬布〜いこいの森 - No.726
- 天王いこいの森 - No.767
- 蓋沼森林公園 - No.753

### 北信越
- 駒ヶ根高原 - No.465
- 霧ヶ峰高原 - No.645
- 愛宕山 - No.768
- テクノポート福井総合公園 - No.783

### 関東
- 高尾山 - No.8,9,10
- 筑波山 - No.24
- 伊豆大島 - No.32,33
- 高崎観音山 - No.36
- 赤城山 - No.300
- 森林公園 - No.624,625

### 中部
- 岐阜城 - No.53
- 桃花台・四季の森 - No.779
- ながら川ふれあいの森 - No.780
- 大仏山 - No.781
- 国立乗鞍青少年交流の家- No.784

### 関西
- 甲山 - No.92
- 六甲山 - No.589
- 紀伊風土記の丘 - No.721
- 服部緑地 - No.741
- 大阪城公園 - No.746
- 花博記念公園鶴見緑地 - No.762
- 三木ホースランドパーク - No.776
- 枚岡公園 - No.788

### 中国
- びんご運動公園 -No.142
- 秋吉台 - No.147
- 津和野町史跡めぐり - No.400
- 岩国城山 - No.469
- 白石島 - No.621

### 四国
- 善通寺 - No.270
- 国営讃岐まんのう公園 - No.782

### 九州
- 雲仙 - No.255
- 西有田唐船城 - No.557
- 海の中道海浜公園 - No.732

## その他
JOAが実施している100キロ・コンペの認定対象となっている。また、一部地図ではネットプリントへの対応を始めている。